# San Sostene
San Sostene är en ort och kommun i provinsen Catanzaro i regionen Kalabrien i Italien. Kommunen hade 1 390 invånare (2018).